# Björn Landström
Björn Olof August Landström, född 21 april 1917 i Kuopio, död 7 januari 2002 i Helsingfors, var en finlandssvensk författare och illustratör. 

## Biografi
Landström utbildade sig från början till reklamtecknare i Stockholm. Han överförde skickligt reklamens realistiska språk till ett fritt konstnärskap, präglat av en detaljrik realism men med rätt kall färgbehandling. Hans suveräna säkerhet som tecknare kommer inte minst fram i hundratals bokomslag och illustrationer till verk av bl.a. Edith Södergran och Mika Waltari. Han har karaktäriserats som en renässansmänniska och tillhörde som illustratör den internationella eliten. 
Landströms författarskap inleddes med den tämligen konventionella småstadsskildringen Ågatan 8. Så följde diktsamlingen justnuet (utgiven under pseudonymen Karl-Stefan Stenman, som parodierade den lyriska modernismen. Höjdpunkter i hans tidiga produktion är de språkligt utmejslade segelskildringarna Regina och Gullkronan och Skeppet i flaska, som blivit klassiker i sin art. Romanen Havet utan ände handlar om Magellans världsomsegling, medan Vägen till Vinland följer Leif Erikssons färd mot den amerikanska kontinenten. 
Världsberömmelse skulle Landström nå när han på 1960-talet inriktade sig på sjöhistorisk forskning i ord och bild. Den ovanliga skärpan i skeppsbilderna fick han fram genom sin metod att föreställa sig motiven som modeller. Hans stora verk Skeppet, översattes till tretton språk och efterföljdes av Vägen till Indien, Columbus, Egyptiska skepp och Regalskeppet Vasan. Alla dessa är praktverk skrivna och layoutade av honom själv och med hans briljanta och detaljerade målningar. De första svenska utgåvorna från Forum höll en mycket hög kvalitet utförda i svarta skinnryggband med dekorativ tryckt pärmdekor i relief, dubbla ryggtitelfält och övre guldsnitt. Pappret var mattbestruket 140g/m2 från Lessebo. Om sina omväxlande upplevelser på olika kulturarenor berättar han i memoarvolymen Självporträtt (1987), som ändå andas bitterhet över det motstånd han som "amatör" upplevde från etablerade sjöhistorikers sida. 
Landström ägde och konstruerade ett antal segelbåtar. Han var en ivrig seglare och medlem av flera segelsällskap som Airisto Segelsällskap, Nyländska Jaktklubben och Helsingfors Segelsällskap. Landström donerade ett värdefullt bibliotek till Åbo Akademi. Landström finns representerad vid bland annat Nationalmuseum i Stockholm.